# Leucotrichia notosa
Leucotrichia notosa är en nattsländeart som beskrevs av Ross 1944. Leucotrichia notosa ingår i släktet Leucotrichia och familjen smånattsländor. Inga underarter finns listade i Catalogue of Life.